# Jean-Marie Poppe
Jean-Marie Poppe (* 15. März 1938 in Croix (Nord)) ist ein ehemaliger französischer Radrennfahrer.

## Sportliche Laufbahn
Poppe war im Straßenradsport aktiv. Von 1962 bis 1965 startete er als Unabhängiger und Berufsfahrer. In seiner letzten Saison als Radprofi war er Domestik für Jacques Anquetil. Im Circuit Franco-Belge 1959 wurde er hinter Georges Dequesne Zweiter, 1961 hinter Laurent Christiaens. Das Rennen war für Unabhängige offen. Bei Paris–Troyes 1962 wurde er Dritter, im Circuit Dunkerque 1964 Zweiter, im Rennen Roubaix–Cassel–Roubaix 1964 Dritter.
1961 fuhr er die Internationale Friedensfahrt und belegte den 23. Rang.